# Crowdlearning
El concepto de crowdlearning o crowdsourced learning se define como el aprendizaje de las multitudes o al servicio de las multitudes. Es una situación de aprendizaje en la que dos o más personas aprenden algo o ganan una mayor comprensión sobre algún tema concreto, resolviendo un problema o un conjunto de problemas en un trabajo colaborativo.

## Definición
Del inglés: “Crowd” significa “multitud” y “sourcing” deriva de la palabra “resource” que significa “recursos”. En el caso del crowdlearning se refiere al uso de crowdsourcing aplicado al aprendizaje (learning, en inglés).
El crowdsourcing es un tipo de actividad participativa en la que una institución, una organización sin fines de lucro, o una empresa propone a un grupo de individuos compartir y agregar su conocimiento para un fin común, de manera voluntaria, flexible y heterogénea. Como contraprestación, los individuos o usuarios, recibirán la retribución por haber colaborado, ya sea en bienes o servicios, reconocimiento social, autoestima o de desarrollo de nuevas capacidades personales, mientras que el crowdsourcer, obtendrá y utilizará lo que la comunidad ha producido. Crowdsourcing es el proceso a través del cual una organización externaliza una tarea que tradicionalmente ha sido realizada por miembros de esa organización a una multitud de individuos.
En educación se refiere a una situación de aprendizaje en la que dos o más personas intercambian información, aprenden o ganan una mayor comprensión sobre algún tema concreto, resolviendo un problema o un conjunto de problemas a partir de la agregación colaborativa de contenidos. En las plataformas de crowdlearning los usuarios pueden tener roles de aprendices o contribuyentes e intercambiar entre ambos.
Crowdsourcing no es un concepto nuevo, pero las nuevas tecnologías e internet facilitaron el proceso de expansión y redujeron los costos del intercambio de información. Hoy en día el uso de crowdsourcing es mucho más efectivo y eficiente porque se beneficia de las ventajas de las nuevas tecnologías y de los llamados “social information systems”.
Previo a la invención del concepto de crowdsourcing hay proyectos que hacen uso de grupos de inteligencia colectiva, como el ESP Game (Juego ESP) o el LazyWeb creados por Luis von Ahn. La palabra crowdsourcing fue utilizada por primera vez por Jeff Howe en un artículo de The Wire Magazine en junio de 2006.
El crowdlearning es considerado un modelo innovador en el panorama de la formación y la educación. Introduce un espacio compartido con la finalidad de intercambiar contenidos y experiencias a medida, acceso libre al aprendizaje y desde cualquier lugar. El fin último es ampliar el conocimiento existente de manera colaborativa y participativa. De la misma raíz proviene el concepto de crowdfunding (financiación pública o colectiva).

## Orígenes delcrowdlearning
Pierre Lévy, anticipador de este concepto, habló de la inteligencia colectiva, una forma de inteligencia que se refiere a la generación de nuevo conocimiento por parte de un grupo. En el caso del crowdlearning se trata del conocimiento, del aprendizaje llevado adelante por un grupo de usuarios de la web 2.0 que tienen un interés común determinado. El crowdlearning engloba algunas características de la inteligencia colectiva, como por ejemplo: trabajo colaborativo, metas comunes, toma de decisiones, resolución de problemas y apoyo mutuo.
En Estados Unidos existen varias plataformas donde oferta y demanda educativa se pueden encontrar fuera de los circuitos educativos habituales. La primera de ellas fue Skillshare, lanzada a comienzos de abril de 2011 por Mike Karnjanaprakorn tras una campaña que recolectó más de 3 millones de dólares y una comunidad de profesores y estudiantes que no ha parado de crecer, planeándose su expansión desde su sede original en Nueva York a ciudades como San Francisco, Filadelfia, Orleans, Portland, Seattle y Los Ángeles, solo dentro de su primer año en funcionamiento. Se trata de un fenómeno que está adquiriendo una dimensión global.
La primera plataforma de crowdlearning en español fue Universiu, hoy EscuelaOnline. Fundada en España por Juan Prego y su consultora Actitud Creativa en 2012 como evolución de EscuelaON, la escuela corporativa en línea que había creado en 2009, ”Universiu es un sitio donde cualquier experto del planeta puede crear y subir fácilmente su curso, gratis o de pago, y ponerlo a disposición de todo el mundo".
También en 2012 en España surge Floqq, una plataforma que tiene como objetivo democratizar la educación continua. Su tarea se centra en impartir cursos prácticos de libre acceso para generar empleo a través de una formación útil para el mercado laboral. Otra iniciativa gestada en España desde 2008 por una comunidad que compartía saberes a través de correo electrónico se concreta hoy mediante la plataforma queaprendemoshoy, donde es posible encontrar más de 10.000 artículos creados por personas de más de 130 países.

## Relación delcrowdlearningcon las teorías del aprendizaje
Desde el conectivismo se explica el crowdlearning como una forma de generación colectiva del aprendizaje. "El conectivismo presenta un modelo de aprendizaje que reconoce los cambios tectónicos en la sociedad donde el aprendizaje ya no es una actividad interna e individualista. Cómo se trabaja y funciona la gente se altera cuando se utilizan nuevas herramientas. El campo de la educación ha tardado en reconocer tanto el impacto de las nuevas herramientas de aprendizaje como los cambios ambientales en lo que significa aprender. El conectivismo proporciona una idea de las habilidades de aprendizaje y las tareas necesarias para que los alumnos prosperen en la era digital."

## Elcrowdlearningen contextos educativos
Existen sitios web educativos que han diseñado una guía de aprendizaje, disponible en idioma inglés, con sugerencias sobre cómo organizar el aprendizaje, cómo aprender junto a otros y que técnicas ayudan a aprender mejor. La elaboración de la guía integra las características particulares del crowdlearning: trabajo colaborativo entre estudiantes y docentes quienes aportaron ideas y consejos que fueron seleccionados mediante curación de contenidos.

## Recursos de aprendizaje que utiliza elcrowdlearning[16]
- Vídeos cortos en línea.
- Webinars.
- MOOCs.
- Cursos en línea sobre diferentes propuestas y niveles de formación profesional, laboral, educativa.
- Plataformas educativas del tipo LMS

## Ventajas delcrowdlearning
Las ventajas del crowdlearning son múltiples teniendo en cuenta los recursos disponibles en la web, los temas comunes para abordar, investigar y profundizar, así como las personas con intereses comunes. Desde la asincronicidad, en lugares diversos y con entornos sociales variados, un colectivo tiene la posibilidad de construir conocimiento, intercambiar conceptos, desarrollar contenidos y aportar en el aprendizaje de otros.
El desarrollo de las tecnologías de la información y de Internet han modificado nuestra sociedad en todos los ámbitos. Desde la forma de comunicarnos, de organizarnos, de trabajar, de expresarnos, de producir o de consumir, todo ha sido renovado con la llegada de Internet. En su evolución hemos participado todos los usuarios que con nuestras inquietudes y necesidades configuramos el pasado, presente y futuro de Internet. Lejos del determinismo tecnológico, podemos asegurar que nos hemos apropiado de la tecnología para conducirla hacia donde caminan nuestros intereses, la sociedad coproduce en la red. Nuevas plataformas nos permiten participar de forma activa en el desarrollo de diferentes proyectos de crowdsourcing, ya no somos solo lectores de contenido sino que nos volvemos coautores de contenidos.

## Características delcrowdlearning
- Accesible mediante diferentes dispositivos tecnológicos.
- Aprendizaje colaborativo.
- Aprendizaje formal e informal.
- Aprendizaje social.
- Aprovecha el talento de multitudes.[18]
- Cursos gratuitos y con arancel.
- Desarrollo del pensamiento crítico.
- Innovación educativa.
- La transmisión de conocimientos es multidireccional.
- Metodología de aprendizaje del tipo learning by doing,[19] del inglés, aprender haciendo.
- Red entre pares.

## Críticas alcrowdlearning
La falta de jerarquización y control de los contenidos, como también un control sobre los expertos que los producen son algunas de las críticas más recibidas.
Como señala uno de los principales principios del conectivismo, el aprendizaje al residir en dispositivos no humanos, es vulnerable a intrusiones de agentes informáticos y humanos.
Resulta difícil identificar los contenidos de real valor frente a la multitud de aportaciones descartables.

## Relación entrecrowdlearningy la cibercultura[22]
- Cambio cualitativo en el proceso de aprendizaje: surge el aprendizaje cooperativo.
- Los profesores aprenden de forma continua y al mismo tiempo que los estudiantes.
- El docente adopta el rol de gestor del aprendizaje, estimula y acompaña al grupo.
- Existe una transición en la formación entre la educación formal que proporciona una institución educativa tradicional y una comunidad en la que se produce un intercambio generalizado de saberes.
- Evoluciona el sistema de formación y el reconocimiento de los saberes.

## Relación entrecrowdlearningy la inteligencia colaborativa[23]
- Se obtiene un resultado con valor agregado debido a la suma de intervenciones de cada participante.
- Existe un rol activo del participante.
- Los usuarios participan de manera voluntaria.
- La interacción está mediada por Hardware, Software.
- El desarrollo de actividades requieren mayor grado de compromiso: gestionar la información, comentar, liderar, moderar, debatir.
- Surgen modos de colaboración: fusión, cuando cada aporte individual se fusiona a un todo, como por ejemplo en una Wiki; molecular, cuando cada aporte individual compone un todo, como por ejemplo un libro escrito por varios autores; colección, cuando cada aporte individual integra un conjunto mayor; y agregador, donde cada aporte individual agrega sentido a un fin común, como por ejemplo, un sitio de ayuda en línea que ofrece respuestas para un problema determinado.